# Коваль Олександр Гнатович
Коваль Олександр Гнатович (4 липня 1964 р., м. Заставна, Чернівецька обл.) – тренер з кульової стрільби, Заслужений тренер України.

### Біографія
Коваль Олександр Гнатович народився 4 липня 1964 р. у м. Заставна Чернівецької обл. 
У 1988 р. закінчив Кам’янець-Подільський державний педагогічний інститут ім. В.П. Затонського (нині Кам’янець-Подільський національний університет ім. І. Огієнка), за фахом  історія і радянське право, вчитель історії, суспільствознавства і права; у 2009 р. Кам’янець-Подільський національний університет мені Івана Огієнка, за фахом «Педагогіка і методика середньої освіти. Фізична культура», магістр педагогічної освіти, викладач фізичного виховання.

### Спортивна діяльність
З 2009 року працює у Кам’янець-Подільському національному університеті імені Івана Огієнка на факультеті фізичної культури (викладач, старший викладач кафедри фізичного виховання).

### Вихованці
- ЗМСУ Куліш Сергій;
- МСУМК: Савельєва Анастасія, Шаріпова Дарія, Тарасенко Тетяна, Григоренко Владислав, Хабаров Олексій, Омельяненко Дмитро, Щерба Олеся, Білецький Владислав;
- МСУ: Ковтун Владислав, Бучек Андрій.

### Досягнення
- Заслужений тренер України зі стрільби кульової.

### Нагороди
- Медаль «За працю і звитягу» (2013);
- Медаль Кам’янець-Подільського національного університету імені Івана Огієнка «За вагомий внесок у розвиток освіти і науки» (2014).